# Лайл Фостер
Лайл Фостер (англ. Lyle Foster, нар. 3 вересня 2000) — південноафриканський футболіст, нападник клубу «Бернлі» та національної збірної ПАР.

## Клубна кар'єра
Народився 3 вересня 2000 року. Вихованець футбольної школи клубу «Орландо Пайретс». 15 вересня 2017 року в матчі проти «Маріцбург Юнайтед» він дебютував у складі основної команди в чемпіонаті ПАР. 19 вересня 2017 року віддав першу гольову передачу, а 20 січня 2018 року забив перший гол. В кінці сезону його команда зайняла в національному чемпіонаті 2 місце і вийшла в Лігу чемпіонів КАФ.
2 січня 2019 року було оголошено про перехід Фостера в «Монако». 18-річний форвард підписав контракт до червня 2023 року і спочатку став виступати у резервній команді.

## Виступи за збірну
Виступав за молодіжну збірну Південної Африки U-17, за яку провів 4 матчі і забив 1 гол. 
У 2019 році виступав у складі молодіжної збірної Південної Африки U-20 на молодіжному чемпіонаті світу, де в першому ж матчі з Аргентиною (2:5) забив гол.
3 червня 2018 року дебютував в офіційних матчах у складі національної збірної ПАР в матчі проти збірної Мадагаскару на Кубку КОСАФА.